# Charles F. Blair, Jr.
Charles F. Blair, Jr. (n. Búfalo, Nueva York, Estados Unidos; 19 de julio de 1909 - f. Santo Tomás, Islas Vírgenes de los Estados Unidos; 2 de septiembre de 1978) fue un general de brigada de Reserva de la Fuerza Aérea de los Estados Unidos, piloto de pruebas y de aviación civil, ingeniero mecánico, pionero de los vuelos transatlánticos y polares, además fue copropietario-fundador de la línea Antilles Boat Airline.
Adicionalmente, Blair fue el tercer esposo de la actriz irlandesa Maureen O'Hara.

## Biografía
Charles F. Blair nació en Búfalo, Estado de Nueva York en Estados Unidos, aprendió a volar  a los 19 años de edad en una academia de vuelo de San Diego obteniendo su licencia de piloto civil en 1928 mientras estudiaba ingeniería mecánica en la Universidad de Vermont en Nueva York recibiéndose en 1931.  
Graduado de sus estudios formales, ingresó a la Escuela de Vuelo Naval en Pensacola, Florida ese mismo año egresando como piloto naval con el grado de alférez.
Blair decidió hacer la carrera militar en la USAF y se incorporó a las labores de patrullaje en la Estación Aérea Naval de North Island en San Diego, California hasta 1933.
Ese mismo año, se desvincula de la USAF y consigue un empleo como piloto de aerolíneas en United Arlines hasta 1940, año en el cual se incorpora como jefe de pilotos a la naciente línea aérea American Airlines de ultramar realizando primero vuelos a la costa Oeste y luego abriendo rutas a los territorios de América del Sur, islas británicas y África.
Blair logra un hito notable en la historia de la aviación comercial al realizar el primer vuelo transatlántico sin escalas en la ruta Estados Unidos - islas británicas en un hidroavión Sikorsky VS-44 suspendiendo su empleo civil en 1943. Se reincorpora a la USAF con el grado de capitán al transporte naval y adicionalmente funge como piloto de pruebas en la Grumman Aircraft Corporation probando hidroaviones como el Martin Mars, y los prototipos de cazas de combate F6F Hellcat y F7F Tigercat, además realiza vuelos transoceánicos con en mismo avión Sikorsky VS-44  en misión de combate hasta las islas británicas.
Terminada la contienda,  Blair vuelve a reincorporarse a la American Airlines pilotando el Boeing Stratocruiser y el nuevo  y estilizado Lockheed Constellation. En uno de estos vuelos en 1947 cuando American Airlines se fusiona con Panamerican World Airways, Blair se convierte en piloto sénior de PANAM y en uno de sus viajes a Irlanda conoce a Maureen O'Hara, una conocida actriz de cine americano-irlandesa quien años más tarde llegaría a ser su esposa.
Apasionado de los vuelos de aventura y los hitos,  Blair compra a Paul Mantz en 1946, un conocido aviador y piloto de pruebas, un P-51 Mustang versión C al cual llama Excalibur III al cual modifica su motor y realiza los tramos New York-Londres ganando el trofeo Bendix en 1946 y 1947. En 1951, en ese mismo avión, Blair documenta los efectos de las llamadas corrientes de chorro a una altura de 11 km en la ruta Londres - Nueva York consiguiendo un récord de tiempo de 7 horas y 48 minutos cubriendo la distancia de 5597 km, récord que aún sigue en pie para un avión de motor a pistones.  Hoy en día, esas corrientes de alta velocidad son utilizadas por los jets comerciales.
El 29 de mayo de 1951, Blair realiza otra proeza aeronáutica, pilotando el mismo Mustang, realiza una travesía polar partiendo desde Bardutoss, Noruega y aterrizando en Fairbanks, Alaska con un recorrido de 5245 km en 10.27 horas.
El presidente Harry S. Truman lo galardona como un aviador destacado del mundo con el premio Harmon International Trophy Thurlow Award en una ceremonia en la Casablanca y además se le concede la Cruz por Vuelo Distinguido.
Entre 1956 y 1962 Blair trabaja en la semana como ingeniero consultor en el Comando Estratégico de la Fuerza Aérea asesorando las operaciones de pruebas de jets de combate sobre el Ártico y en los fines de semana oficia como piloto de la PANAM.
En 1968, Blair a sus 59 años, se casa por tercera vez y desposa a la actriz estadounidense Maureen O'Hara, se retira de la PANAM y funda una aerolínea en las Antillas, denominada Antilles Boat Airlines equipándola con hidroaviones tales como el Grumann Goose y un Sikorsky VS-44 llamado "Excambian"  en la ruta inicial de las Islas Vírgenes y sus alrededores, en servicio de transporte de pasajeros y carga. Su esposa, O'Hara se retira del cine para dedicarse a su matrimonio y a ser coadministradora de la línea aérea. Pronto la línea aéra extiende sus servicios entre Nueva York y el Caribe con éxito. El Excambian Sikorsky VS-44 fue bautizado como Reina de los Cielos en honor a su esposa O'Hara a quien se le llamaba en Hollywood, La Reina del Technicolor.
Blair solía citar la siguiente frase:

-" El cielo está abierto a nuevas fronteras"-
Charles F. Blair

Con este negocio, el matrimonio Blair se hace de una buena fortuna y situación y establece su residencia en Saint Croix, en las Islas Vírgenes. Blair dedica también parte de su tiempo a realizar su autobiografía que publica en 1970 como el libro "Bola Roja en el cielo".
El 2 de septiembre de 1978, Blair tripulando un Grumann Goose con pasajeros en el trayecto desde Saint Croix a la isla de Santo Tomás, sufre un súbito desperfecto y se estrella en el mar falleciendo instantáneamente junto a sus tres ocupantes.
Charles F. Blair, Jr. fue enterrado en el Cementerio Nacional de Arlington dejando como legado una distinguida carrera como aviador, cuatro hijos de dos matrimonios anteriores; Suzanne, Christopher, Charles Lee y Stephen Blair y una línea aérea que aún está vigente. Con Maureen O'Hara no tuvo descendencia.

## Notas

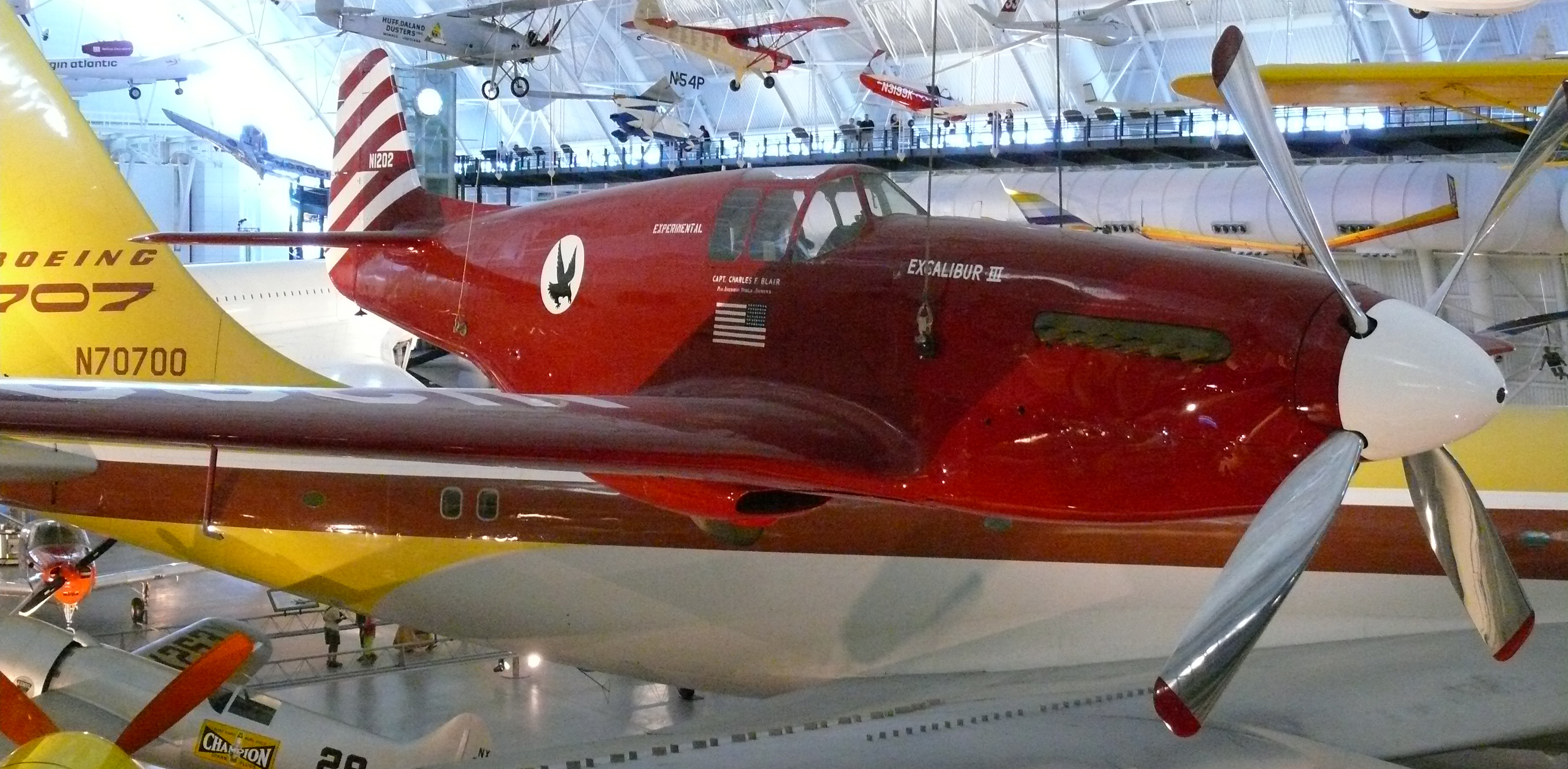
El P-51C Excalibur III en exhibición en el Instituto Smithsoniano-EUA.